# Тімощук Ігор Іванович
Ігор Іванович Тімощук (у частині джерел Тимощук, нар. 2 січня 1966) — радянський та український футболіст, який грав на позиції захисника. Відомий за виступами в низці українських клубів різних ліг, зокрема у складі шепетівського «Темпа» у вищій українській лізі.

## Клубна кар'єра
Ігор Тімощук розпочав виступи в командах майстрів у 1984 році в складі команди другої ліги СРСР «Нива» з Вінниці, яка цього року перемогла в чемпіонаті УРСР серед клубів другої ліги, проте Тімощук зіграв недостатню кількість матчів для отримання медалі. У 1987 році футболіст грав у складі іншої команди другої ліги «Зірка» з Кіровограда. Надалі Ігор Тімощук тренував аматорську команду з Теофіполя. У 1990 році на запрошення Джумбера Нішніанідзе Тімощук став гравцем команди «Темп» з Шепетівки, яка наступного року стала володарем Кубка УРСР, що дало право команді наступного року стартувати у вищому дивізіоні українського футболу. Хоча Тімощук став одним із основних гравців захисної ланки шепетівської команди, в цілому команда в першому чемпіонаті України виступила невдало, та вибула до першої ліги. Проте за підсумками наступного чемпіонату в першій лізі Ігор Тімощук разом із «Темпом» повернувся до вищої ліги. Протягом наступного сезону шепетівська команда виступала досить успішно, та зайняла в підсумку 9-те місце в першості. Але наступний сезон виявився для команди невдалим, і в підсумку «Темп» знову вибув до першої ліги, та втратив фінансування. Сезон 1995—1996 років Тімощук розпочав в об'єднаній команді «Темп-АДВІС», яка з Шепетівки перебралась до Хмельницького, проте в зимове міжсезоння «Темп-АДВІС» остаточно збанкрутував, і Ігор залишився без клубу.
На початку 1996 року Ігор Тімощук став гравцем команди російської першої ліги «Зірка» з Іркутська, проте наступний сезон він розпочав у складі іркутської команди вже в російській другій лізі. У 1997 році Тімощук повернувся в Україну, де став гравцем команди другої ліги «Поділля» з Хмельницького. За підсумками сезону 1997—1998 років хмельницька команда здобула право на виступи в першій лізі, проте за підсумками сезону 1998—1999 року знову вибула до другої ліги, тому сезон 1999—2000 років Тімощук провів у складі «Поділля» у другій лізі. Наступний сезон, після розформування «Поділля», Тімощук розпочав у складі нової команди «Красилів» з однойменного міста. Наступного сезону красилівська команда здобула путівку до першої ліги, і в сезоні Тімощук грав у складі «Красилова» в першій лізі. У сезоні 2003—2004 років Ігор Тімощук грав у складі команди першої ліги «Спартак» з Івано-Франківська. Після цього футболіст завершив виступи в професійних командах, та ще рік грав у складі аматорської команди «Іскра» (Теофіполь).

## Досягнення
- Володар Кубку УРСР: 1991
- Срібний призер Першої ліги України: 1992–1993
- Брав участь у «золотому» сезоні «Ниви» (Вінниця) у 6-й зоні другої ліги чемпіонату СРСР (1984), однак провів лише 12 матчів, чого замало для отримання медалей.